# Napster
Napster war eine Musiktauschbörse, die von Shawn Fanning, John Fanning und Sean Parker gegründet wurde und 1999 online ging. Sie sollte dem Zweck dienen, leichter MP3-Audiodateien über das Internet verteilen zu können.

## Geschichte

Statistik der Napster-Benutzer

### Verwendete Technik
Revolutionär war dabei sein Peer-to-Peer-Ansatz (P2P). Die Napster-Software durchsuchte den Rechner, auf dem sie installiert war, nach MP3-Dateien und meldete die Ergebnisse an einen zentralen Server im Internet, wo auch die Angebote und Suchanfragen der anderen Teilnehmer eingingen. Der Server meldete als Ergebnis auf eine Anfrage die IP-Adressen der Computer zurück, die die gesuchte Musikdatei anboten. Die beiden Clients konnten sich daraufhin direkt miteinander verbinden (Peer-to-Peer) und das Musikstück kopieren. Ein multiples Laden von mehreren Quellen, wie es später bei anderen Musiktauschbörsen eingeführt wurde, war mit dem offiziellen Client nicht möglich.

### Napster und die Community
Zeitweilig war Napster die am schnellsten wachsende Community (Gemeinschaft) des Internets. Dies erklärt sich durch die Kostenfreiheit des Systems und die attraktiven Inhalte. Kurz vor ihrem Ableben im Februar 2001 umfasste die Napster-Community etwa 80 Millionen Nutzer weltweit, davon waren 1,6 Millionen Nutzer ständig online; alleine im Januar 2001 betrug das Tauschvolumen rund zwei Milliarden Dateien.

### Rechtliche Schritte und Abschaltung
Als verhängnisvoll erwies sich für Napster das Server-Client-System, das auf zentrale Rechner zur Weitervermittlung der Suchanfragen angewiesen war. Dadurch konnten die Rechteverwerter der Musikindustrie sowie die RIAA (Recording Industry Association of America) Napster mit Klagen überziehen und die Stilllegung der Server verlangen. Schließlich wurde Napster zur Installation von Filtersoftware gezwungen, die aber nie richtig funktionierte, da die Benutzer die Filter erfindungsreich mit Dateiumbenennungen umgehen konnten (Metallica zu EtallicaM oder acillatem etc.). Zuvor hatte sich Bertelsmann in einem damals sensationellen Coup bei Napster eingekauft, zunächst in Form eines Kredits mit der Option, diesen später in einen Anteil umwandeln zu können. Am Ende wurde Napster in der ursprünglichen Form jedoch im Juli 2001 abgeschaltet.

## Alternativen
Während der Querelen zwischen Napster und der Musikindustrie kamen mehrere alternative P2P-Programme auf, zum Beispiel verschiedene Programme, die auf dem Gnutella-Netzwerk (z. B. LimeWire) basierten. Das Neue an ihnen war, dass keine zentralen Rechner zur Weitervermittlung der Suchanfragen mehr nötig waren. Das einst populäre, in Aufbau und Aussehen Napster ähnliche FastTrack-Netzwerk (z. B. Kazaa) wurde jedoch mit ähnlichen rechtlichen Problemen konfrontiert wie seinerzeit Napster, womit auch ein rapider Schwund an Nutzern einherging. Weiterhin beliebt ist das EDonkey2000-Netzwerk (z. B. eMule).
Im Februar 2003 wurde von mehreren US-amerikanischen Komponisten und Musiklabels gegen den Bertelsmann-Verlag Klage erhoben. Der Vorwurf lautete, durch Kauf und Unterstützung Napsters die Verbreitung von Raubkopien ermöglicht und großen wirtschaftlichen Schaden angerichtet zu haben.

## Später verwendete Technik
Dank mehrerer alternativer Serverimplementierungen wurde das ursprüngliche Napsterprotokoll später auch anderweitig verwendet. Der (historisch) wichtigste Server war OpenNap. Durch Veröffentlichung des Protokolls ermöglichte dieser erst, dass mehrere (meist Open-Source) Clients implementiert wurden. Die später am häufigsten eingesetzte Implementierung war allerdings SlavaNap.

## Napster im Film
Im Film The Italian Job – Jagd auf Millionen behauptet der Charakter Lyle, der Erfinder von Napster zu sein. Sein ehemaliger Mitbewohner Shawn Fanning soll die Diskette mit der Software entwendet haben. Für die Verfilmung einer Rückblende stand Shawn Fanning selbst für einen Cameo-Auftritt zur Verfügung.
Zudem wird Napster im Film The Social Network (2010) erwähnt, Justin Timberlake spielt den Napster-Gründer Sean Parker.